# Чому я пишу
"Чому я пишу" (англ. Why I Write) (1946) — есе Джорджа Орвелла, в якому він детально описує свій особистий шлях до того, щоб стати письменником. Вперше він був опублікований у літньому випуску журналу "Gangrel" за 1946 рік. Редактори цього журналу, Джей Бі Пік і Чарльз Ніл, попросили кількох письменників пояснити, чому вони пишуть.
Есе є своєрідною міні-автобіографією, в якій він пише про те, як спочатку писав вірші та пробував свої сили в оповіданнях, а потім продовжував безперервну "історію" про себе в голові, перш ніж нарешті став повноцінним письменником. Далі він викладає деякі важливі мотиви для написання.

## Чотири мотиви для письма
Орвелл перераховує "чотири великі мотиви для письма", які, на його думку, є в кожного письменника. Він пояснює, що всі вони присутні, але в різних пропорціях, і що ці пропорції час від часу змінюються. Вони виглядають наступним чином;
1. Чистий егоїзм — Оруелл стверджує, що письменник пише з «бажання здаватися розумним, щоб про нього говорили, щоб про нього пам’ятали після смерті, щоб відбити власне перед дорослими, які зневажали вас у дитинстві тощо». Він каже, що це мотив, який письменник поділяє з ученими, митцями, юристами — «усією верхівкою людства» — і що величезна маса людства, не гостро егоїстична, після тридцяти років відмовляється від індивідуальних амбіцій. Однак залишається меншість, яка сповнена рішучості «прожити своє життя до кінця, і письменники належать до цього класу». Серйозні письменники марнославніші за журналістів, хоча й «менше цікавляться грошима».
2. Естетичний ентузіазм — Орвелл пояснює, що справжнім у письмі є бажання зробити так, щоб написане виглядало і звучало добре, маючи "задоволення від впливу одного звуку на інший, від твердості хорошої прози або ритму хорошої історії". Він каже, що цей мотив «дуже слабкий у багатьох письменників», але все ж присутній у всіх творах.
3. Історичний імпульс. Він резюмує це, заявляючи, що цим мотивом є «бажання побачити речі такими, як вони є, дізнатися справжні факти та зберегти їх для використання нащадками».
4. Політична мета — Оруелл пише, що «жодна книга не є дійсно вільною від політичних упереджень», і далі пояснює, що цей мотив дуже часто використовується в усіх формах письма в найширшому сенсі, посилаючись на «бажання підштовхнути світ у певному напрямку» в кожній людині. На завершення він каже, що «думка про те, що мистецтво не повинно мати нічого спільного з політикою, сама по собі є політичною позицією».

У есе Орвелл описує свій власний розвиток до політичного письменника. Він згадує громадянську війну в Іспанії як вирішальну подію, яка сформувала політичну спрямованість його творів:
| Ліві лапки | Війна в Іспанії та інші події 1936-37 рр. змінили масштаби, і після цього я зрозумів, на чому я перебуваю. Кожен рядок серйозної праці, яку я написав з 1936 року, був написаний, прямо чи опосередковано, проти тоталітаризму та за демократичний соціалізм, як я це розумію. | Праві лапки |

Оруелл, якого вважають дуже політичним письменником, каже, що за своєю природою він «людина, в якій перші три мотиви переважили б четвертий», і що він «можливо, майже не підозрював про [свою] політичну лояльність», — але що він був «змушений стати свого роду памфлетистом», оскільки його епоха не була мирною. У десятиліття з 1936-37 роках його прагненням було «перетворити політичне писання на мистецтво». Він завершує есе, пояснюючи, що «завжди там, де мені бракувало політичної мети, я писав безжиттєві книжки, і мене зраджували фіолетові пасажі, речення без сенсу, декоративні прикметники і фальшивісь взагалі».